# 일렉트리시티
일렉트리시티(Electreecity)는 작곡가, 편곡가, 프로듀서, 뉴에이지 뮤지션인 김신일(1970,12,19)의 원맨 밴드 프로젝트 명이다. Electreecity는 Elec(전기) + Tree(나무) + City(도시)의 합성어이며 뉴 에이지와 재즈, 일렉트로닉이 적절하게 혼합된 팝 인스트루멘탈 중심의 음악을 하는 원맨 밴드이다. 티브이 방송의 드라마, 다큐멘터리 기획물 등의 음악과 가요 작곡 및 편곡, 음반 프로듀서를 담당하였으며 원맨 밴드 프로젝트 활동외 음악전문 제작자로 활동을 하였다.

## 특기
2003년 국내최초 디지털 싱글 앨범 발매
2004년 국내최초 원맨 밴드 + 홈 레코딩 형식의 순수 인스트루멘탈 앨범 발매

## 음반
- 2003년 싱글《Paradise》
- 2004년 1집《Paradise In The City》

## 수상
- 1999년 한국작가협회주최 청소년 창작가요제 작곡부문수상
- 1999년 SBS&Opentown주관 NetMusic Festival 본상수상
- 2000년 삼성 제1회 디지털 창작제 오디오 부문 장려상 수상
- 2000년 서울예대 주최 동랑청소년 종합문화제 본상수상
- 2000년 천리안 샘틀 사이버뮤직 페스티벌 본상수상
- 2001년 채널클릭 제2회 사이버가요제 2위 수상
- 2001년 제1회 KBS인터넷방송대상 MP3 부문 은상

## 경력
- Electreecity 싱글
- Electreecity 1집
- 김시영 1집
- 김시영 2집
- 강진희 1집
- 박준석 1집
- Big foot 1집
- 신강우 1집
- 황규영 5집
- 황규영 싱글 '나는 문제없어'
- 현준 1집
- TBN 2010년 시그널,로고송
- BGpapa 1집
- 이길 싱글
- 블루니어마더 1집